# Budowlani Opole
KS „Budowlani” Opole (pełna nazwa: Klub Sportowy „Budowlani” Opole) – polski klub podnoszenia ciężarów założony w 1989 roku w Opolu jako kontynuator tradycji sekcji podnoszenia ciężarów Odry Opole. Jeden z najbardziej utytułowanych klubów w Polsce (21-krotny drużynowy mistrz Polski).

## Osiągnięcia

### Drużynowe
- Drużynowe mistrzostwo Polski: 1992[1], 1994[2], 1995, 1997, 2001, 2002, 2004, 2005, 2007, 2010, 2011, 2012, 2013, 2014[3], 2015, 2016, 2017[4], 2018, 2019[5], 2020[6], 2021[7]
- Drużynowe wicemistrzostwo Polski: 1998, 2003, 2006, 2008, 2009

### Indywidualne
Igrzyska olimpijskie
| Medal | Zawodnik          | Kategoria | Turniej        |
| ----- | ----------------- | --------- | -------------- |
|       | Krzysztof Siemion | 82,5 kg   | Barcelona 1992 |
|       | Szymon Kołecki    | 94 kg     | Sydney 2000    |
|       | Bartłomiej Bonk   | 105 kg    | Londyn 2012    |

Mistrzostwa świata
| Medal | Zawodnik            | Kategoria | Turniej         |
| ----- | ------------------- | --------- | --------------- |
|       | Szymon Kołecki      | 94 kg     | Ateny 1999      |
|       | Krzysztof Zwarycz   | 85 kg     | Anaheim 2017    |
|       | Mirosław Dąbrowski  | 110 kg    | Ateny 1989      |
|       | Krzysztof Siemion   | 83 kg     | Chiang Mai 1997 |
|       | Szymon Kołecki      | 94 kg     | Antalya 2001    |
|       | Bartłomiej Bonk     | 105 kg    | Wrocław 2013    |
|       | Arkadiusz Michalski | 109 kg    | Aszchabad 2018  |

Mistrzostwa Europy
| Medal | Zawodnik              | Kategoria | Turniej                 |
| ----- | --------------------- | --------- | ----------------------- |
|       | Andrzej Kozłowski     | 76 kg     | Warszawa 1995           |
|       | Szymon Kołecki        | 94 kg     | La Coruna 1999          |
|       | Szymon Kołecki        | 94 kg     | Sofia 2000              |
|       | Bartłomiej Bonk       | 105 kg    | Tbilisi 2015            |
|       | Arkadiusz Michalski   | 105 kg    | Bukareszt 2018          |
|       | Joanna Łochowska      | 55 kg     | Batumi 2019             |
|       | Krzysztof Siemion     | 82,5 kg   | Szekszard 1992          |
|       | Krzysztof Siemion     | 83 kg     | Sofia 1993              |
|       | Sergiusz Wołczaniecki | 91 kg     | Sofia 1993              |
|       | Szymon Kołecki        | 105 kg    | Trenczyn 2001           |
|       | Krzysztof Szramiak    | 77 kg     | Mińsk 2010              |
|       | Arkadiusz Michalski   | 105 kg    | Tbilisi 2015            |
|       | Arkadiusz Michalski   | 105 kg    | Forde 2016              |
|       | Łukasz Grela          | 94 kg     | Bukareszt 2018          |
|       | Mirosław Dąbrowski    | 110 kg    | Ateny 1989              |
|       | Krzysztof Siemion     | 82,5 kg   | Aalborg 1990            |
|       | Andrzej Kozłowski     | 77 kg     | La Coruna 1999          |
|       | Grzegorz Kleszcz      | 105 kg    | Trenczyn 2001           |
|       | Andrzej Kozłowski     | 77 kg     | Loutraki 2003           |
|       | Paweł Najdek          | 105 kg    | Władysławowo 2006       |
|       | Paweł Najdek          | 105 kg    | Strasburg 2007          |
|       | Magdalena Ufnal       | 75 kg     | Lignano Sabbiadoro 2008 |
|       | Bartłomiej Bonk       | 105 kg    | Kazań 2011              |
|       | Damian Kuczyński      | 77 kg     | Tirana 2013             |
|       | Daniel Dołęga         | 105 kg    | Tbilisi 2015            |
|       | Krzysztof Zwarycz     | 85 kg     | Split 2017              |
|       | Arkadiusz Michalski   | 105 kg    | Split 2017              |

Mistrzostwa Polski
| Lp. | Zawodnik              | Złoto | Srebro | Brąz | Razem |
| --- | --------------------- | ----- | ------ | ---- | ----- |
| 1.  | Szymon Kołecki        | 6     | 3      | 1    | 10    |
| 2.  | Bartłomiej Bonk       | 1     | 2      | 2    | 5     |
| 2.  | Arkadiusz Michalski   | 1     | 2      | 2    | 5     |
| 4.  | Andrzej Kozłowski     | 1     | 0      | 2    | 3     |
| 5.  | Joanna Łochowska      | 1     | 0      | 0    | 1     |
| 6.  | Krzysztof Szramiak    | 0     | 4      | 0    | 4     |
| 7.  | Krzysztof Siemion     | 0     | 3      | 2    | 5     |
| 8.  | Paweł Koszałka        | 0     | 1      | 1    | 2     |
| 8.  | Sergiusz Wołczaniecki | 0     | 1      | 1    | 2     |
| 8.  | Krzysztof Zwarycz     | 0     | 1      | 1    | 2     |
| 11. | Kornel Czekiel        | 0     | 1      | 0    | 1     |
| 11. | Kacper Filipiak       | 0     | 1      | 0    | 1     |
| 11. | Łukasz Grela          | 0     | 1      | 0    | 1     |
| 11. | Konrad Łazuga         | 0     | 1      | 0    | 1     |
| 15. | Mirosław Dąbrowski    | 0     | 0      | 2    | 2     |
| 15. | Damian Kuczyński      | 0     | 0      | 2    | 2     |
| 15. | Paweł Najdek          | 0     | 0      | 2    | 2     |
| 15. | Magdalena Ufnal       | 0     | 0      | 2    | 2     |
| 19. | Daniel Dołęga         | 0     | 0      | 1    | 1     |
| 19. | Marcin Izdebski       | 0     | 0      | 1    | 1     |
| 19. | Grzegorz Kleszcz      | 0     | 0      | 1    | 1     |
| 19. | Łukasz Krawczyk       | 0     | 0      | 1    | 1     |
| 19. | Roman Kliś            | 0     | 0      | 1    | 1     |
| 19. | Tomasz Rosoł          | 0     | 0      | 1    | 1     |
| 19. | Bogusław Sanocki      | 0     | 0      | 1    | 1     |